# جنگل‌های ارواح

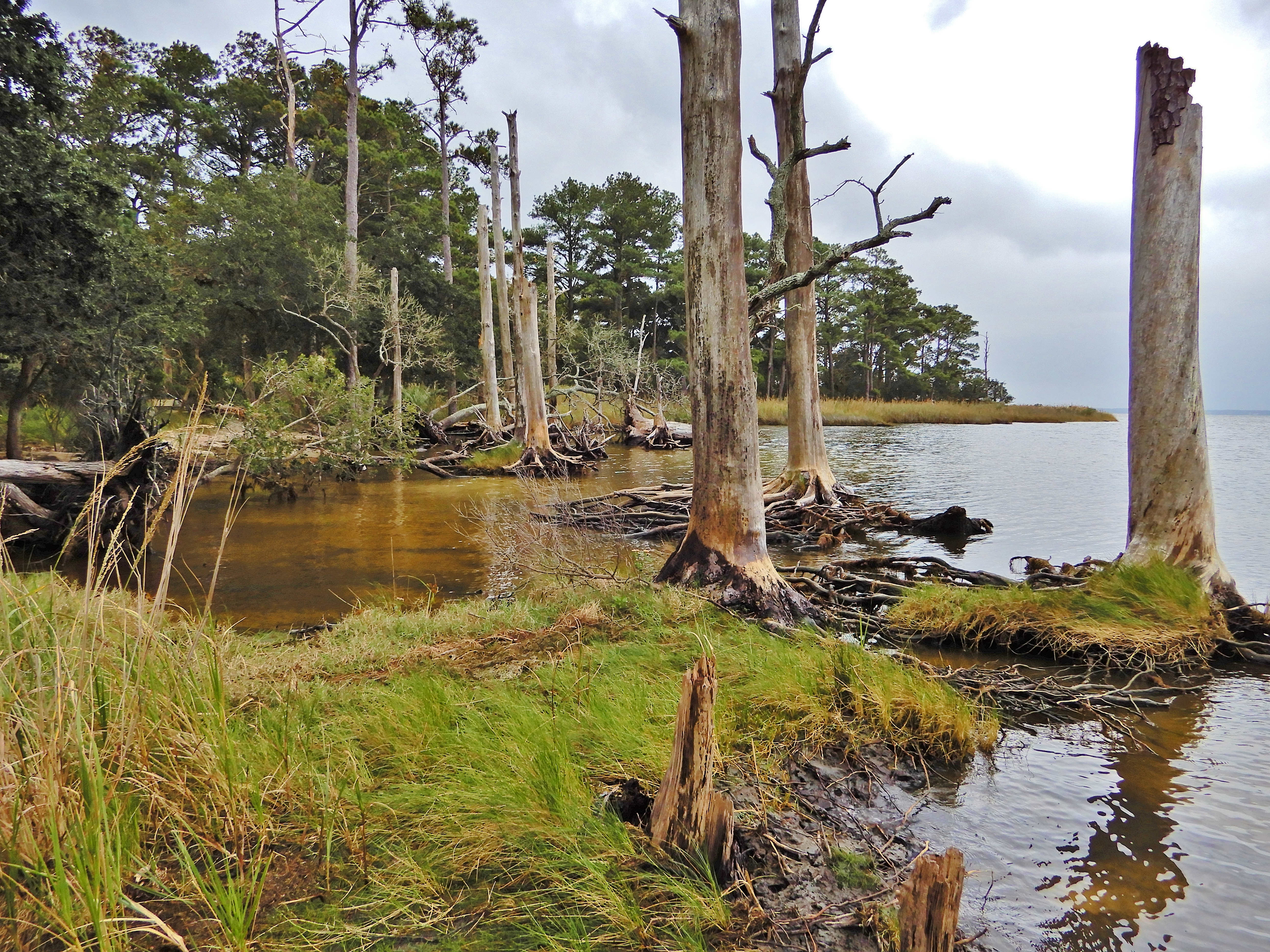
جنگل ارواح در منطقه حفاظت‌شده زیست‌محیطی ناگز هد وودز، کارولینای شمالی

جنگل‌های ارواح مناطقی از درختان مرده در جنگل‌های سابق هستند، که معمولاً در مناطق ساحلی قرار دارند، جایی که افزایش سطح آب دریاها یا تغییرات تکتونیکی ارتفاع یک توده زمین را تغییر داده است. جنگل‌های واقع در نزدیکی ساحل یا پای‌رود نیز ممکن است در معرض خطر مرگ ناشی از مسمومیت با آب شور باشند، اگر هجوم آب دریا میزان آب شیرینی را که درختان برگ‌ریز برای تغذیه دریافت می‌کنند کاهش دهد. جنگل‌های خیالی به موضوع متفاوتی در مورد جنگل‌ها اشاره دارند.

## تشکل‌ها

### تغییرات سطح دریا

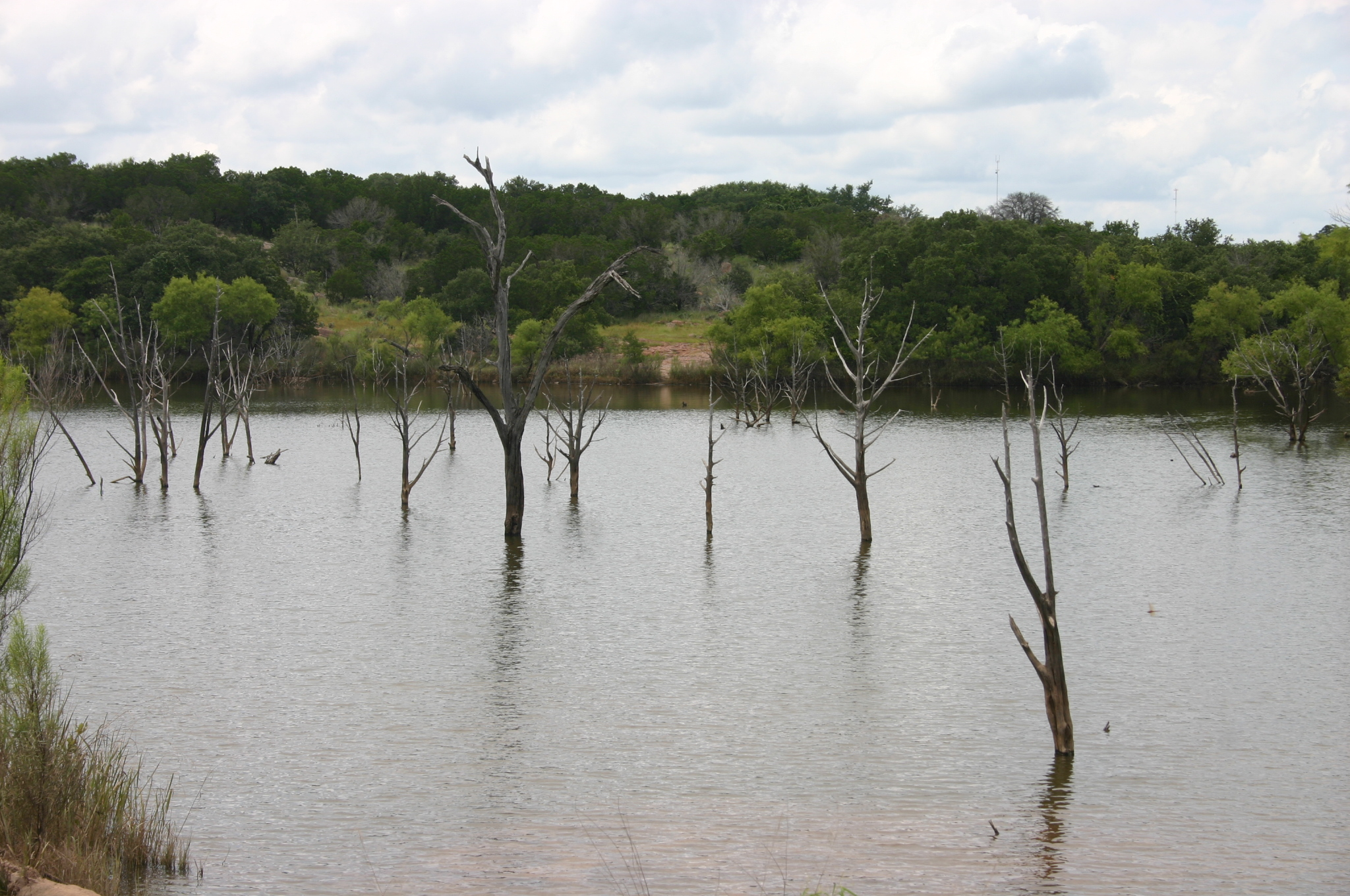
جنگلی غرق در آب در پارک ایالتی دریاچه اینکس، تگزاس، ایالات متحده آمریکا

وقتی سطح دریا تغییر می‌کند، مناطق ساحلی ممکن است زیر آب دریا بروند. این می‌تواند مناطق ساحلی را تغییر دهد و مناطق وسیعی از درختان را از بین ببرد و چیزی را به جا بگذارد که «جنگل ارواح» نامیده می‌شود. این نوع جنگل ارواح ممکن است در محیط‌های متنوع و در مکان‌های مختلف ایجاد شود. در جنوب ایالات متحده آمریکا، باتلاق‌های ساحلی در حال گسترش به مناطق خشک جنگلی هستند که باعث از بین رفتن درختان و باقی ماندن مناطقی از درختان مرده به نام درختان خشکه‌دار می‌شود. مناطقی از ایالات متحده که در سطح دریا یا پایین‌تر از آن قرار دارند، بیشتر در معرض جزر و مد هستند. ویژگی‌های ساحلی که تحت تأثیر تغییر سطح دریا قرار دارند، به‌طور غیرمستقیم تحت تأثیر تغییرات اقلیمی قرار می‌گیرند. با افزایش سطح آب دریاها در سطح جهان، خطوط ساحلی در جنوب ایالات متحده در حال تغییر هستند و در برخی مناطق، باتلاق‌های نمکی پر از درختان مرده و در حال مرگ را به جا می‌گذارند.

### فعالیت تکتونیکی

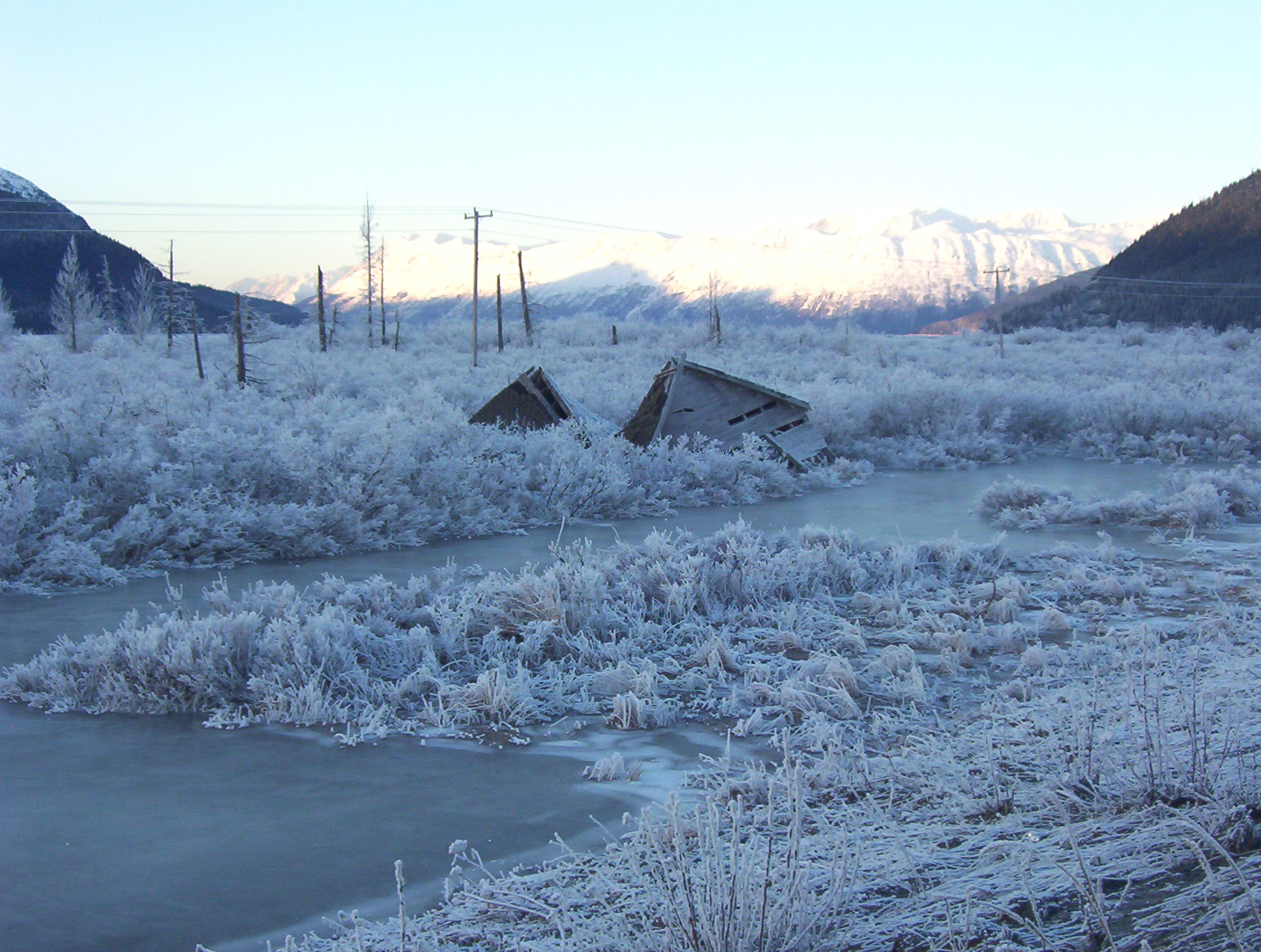
جنگل ارواح در زمستان، در محل سابق پورتیج، آلاسکا، که در اثر زلزله ۱۹۶۴ آلاسکا ویران شد.

جنگل‌های ارواح همچنین می‌توانند ناشی از فعالیت‌های تکتونیکی باشند. در شمال غربی اقیانوس آرام، یک منطقه فرورانش بزرگ و فعال به نام منطقه فرورانش کاسکادیا وجود دارد. در اینجا، یک مرز صفحه همگرا وجود دارد که در آن صفحه گوردا، صفحه خوآن دو فوکا و صفحه اکسپلورر به زیر صفحه آمریکای شمالی فرو رانده می‌شوند. وقتی این صفحات سعی می‌کنند از کنار یکدیگر بلغزند، اغلب به هم می‌چسبند. برای چند صد سال، صفحات در جای خود قفل می‌شوند و تنش ایجاد می‌شود. در نتیجه این تنش، یک بالاآمدگی زمین‌ساختی رخ می‌دهد. اینجاست که تنش ایجاد شده بین دو صفحه همگرا به بالا آمدن عمودی کوه‌های ساحل تبدیل می‌شود. بالاآمدگی کوهزایی معمولاً با زلزله و ساختمان‌های کوهستانی مرتبط است. اما پس از آن، هر ۵۰۰+ سال، یک زلزله بزرگ در منطقه فرورانش کاسکادیا رخ می‌دهد و تمام آن تنش انباشته شده آزاد می‌شود. آزاد شدن این تنش منجر به چیزی می‌شود که فرونشست زمین نامیده می‌شود. و با فرونشست، خط ساحلی که زمانی مرتفع بود، چندین متر پایین‌تر از سطح دریا قرار می‌گیرد. در اینجا، سطح دریا تغییر نکرده است، اما خط ساحلی تغییر شکل داده و آن را مستعد جزر و مد کرده است. مناطقی از خط ساحلی می‌توانند با آب دریا غرق شوند و باتلاق‌هایی ایجاد کنند و جنگل‌های ارواح را به جا بگذارند. رویداد کسکادیا توسط زمین‌شناس برایان اتواتر در کتابش با عنوان «سونامی یتیم» مستند شده است. او با جمع‌آوری شواهد از درختان و زمین، تشخیص داد که زلزله و سونامی در زمانی بین سال‌های ۱۶۸۰ تا ۱۷۲۰ رخ داده است، اما نتوانست تاریخ دقیق آن را مشخص کند. دانشمندان ژاپنی که سوابق گسترده‌ای از سونامی‌ها از سال ۶۸۴ میلادی داشتند، گزارش را خواندند و به اتواتر گفتند که تاریخ و حتی زمان دقیق آن را می‌دانند: ۲۶ ژانویه ۱۷۰۰ ساعت ۹ شب چند ساعت پس از زلزله، امواج سونامی از اقیانوس عبور کرده و یک دهکده ماهیگیری را از بین بردند. ژاپنی‌ها گیج شده بودند زیرا هیچ زلزله‌ای در نزدیکی ژاپن رخ نداده بود که بتوان آن را دلیل سونامی دانست؛ بنابراین جنگل ارواح در واشینگتن، گواهی بر منشأ آن بود.

### سونامی‌ها

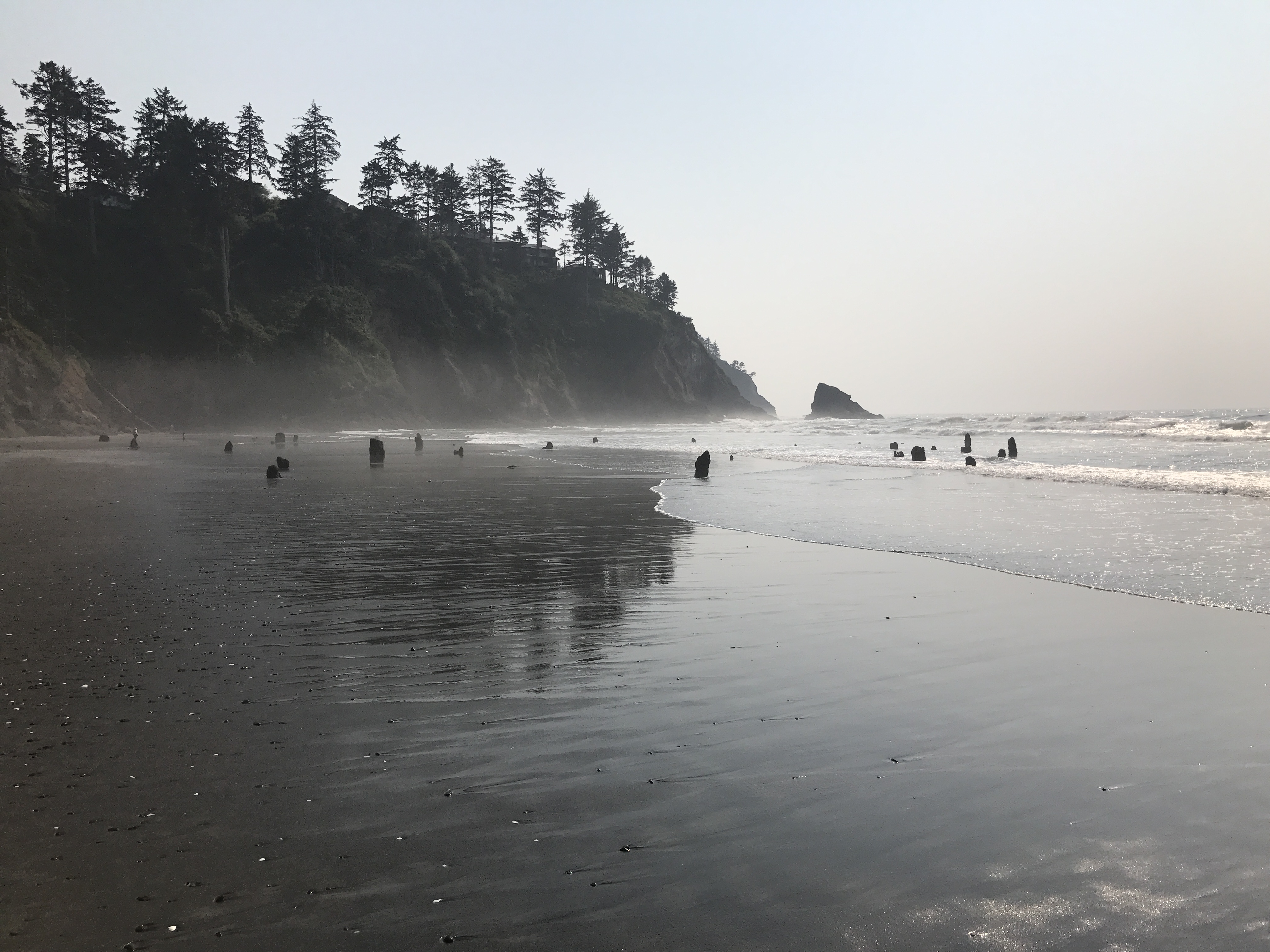
جنگل ارواح نسکوین

علاوه بر فرونشست، زمین‌لرزه‌های بزرگ می‌توانند باعث سونامی نیز شوند. با نگاهی به سوابق چینه‌شناسی می‌توان تشخیص داد که جنگل‌های ارواح در شمال غربی اقیانوس آرام در اثر زلزله و فرونشست ایجاد شده‌اند. با کندن زمین، در مجاورت یک جنگل ارواح، لایه‌های مختلف رسوب می‌توانند چینه‌شناسی موجود در یک جنگل ارواح را آشکار کنند. لایه‌های پر از مواد آلی می‌توانند نشان دهند که کف جنگل قدیمی قبل از فرونشست در کجا قرار داشته است. روی این لایه، اغلب یک رسوب شنی بزرگ وجود خواهد داشت. این لایه نشان‌دهندهٔ رویداد سونامی است، جایی که ساحل با آب دریا که پر از رسوبات شنی است، پوشانده شد. روی رسوب سونامی، یک رسوب گلی قرار خواهد گرفت که نمایانگر منطقه‌ای است که در معرض جزر و مد اقیانوس قرار دارد.

### گرمایش جهانی
سوسک کاج کوهی، یک نیروی اکولوژیکی قابل توجه در سطح چشم‌انداز است. بیشتر چرخه زندگی به صورت لارو در حال تغذیه از بافت آبکش (پوست داخلی) درختان کاج میزبان سپری می‌شود. این فعالیت تغذیه‌ای در نهایت درختان مورد حملهٔ موفق را محاصره کرده و از بین می‌برد. مدیریت نادرست جنگل‌ها منجر به افزایش فعالیت سوسک‌های کاج کوهستانی شده است. این اثرات مستقیم و غیرمستقیم به‌طور بالقوه عواقب مخربی برای کاج‌های پوست سفید و سایر کاج‌های مرتفع دارند.

## مثال‌ها
- پت، ساسکس شرقی